# Ele Alenius

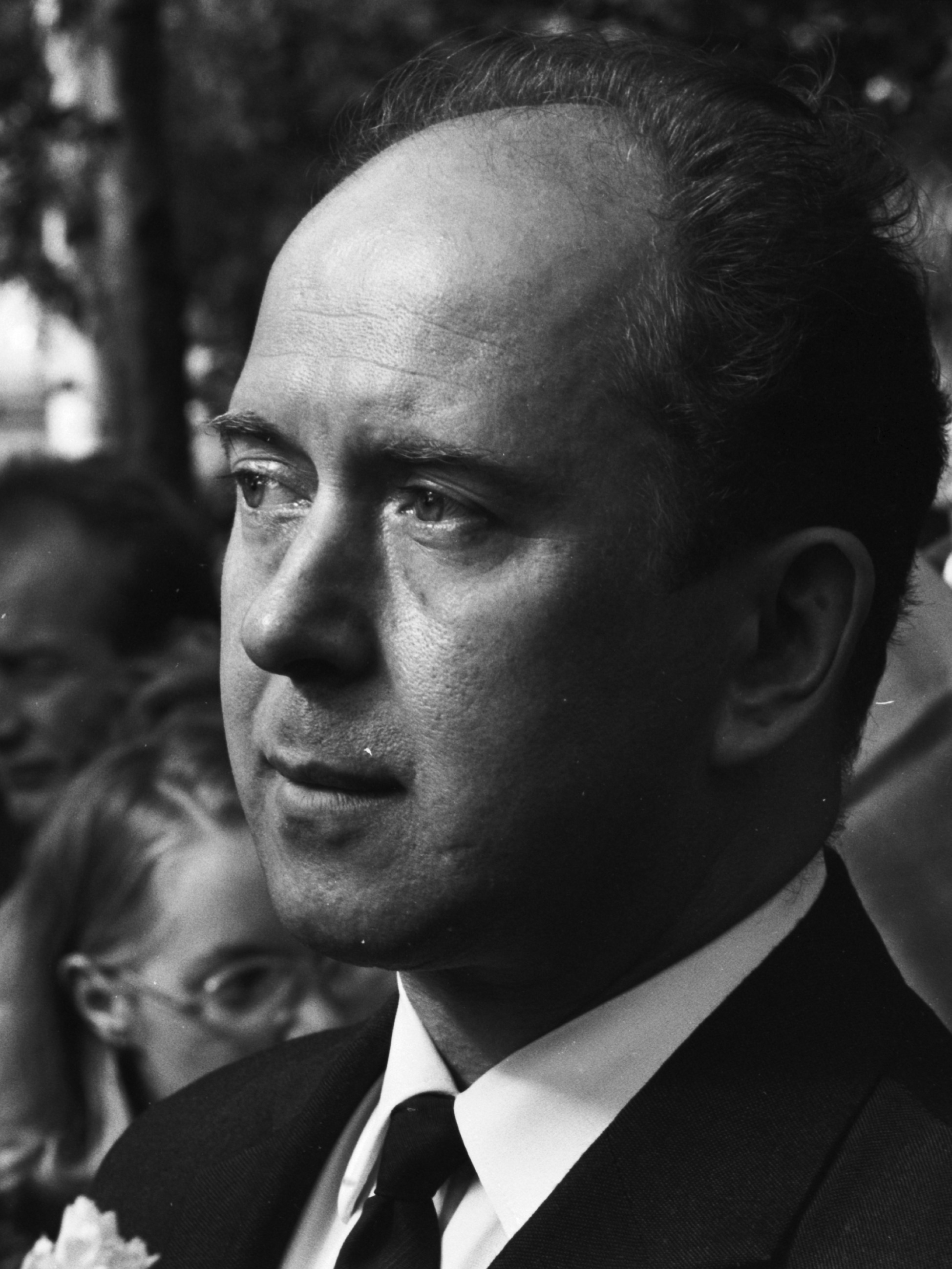
Ele Alenius (1970)

Ele Allan Alenius (* 5. Juni 1925 in Tampere, Pirkanmaa; † 19. November 2022 in Helsinki) war ein finnischer Politiker der Demokratischen Union des Finnischen Volkes (SKDL/DFFF), der von 1966 bis 1977 Abgeordneter des Parlaments und zwischen 1966 und 1970 Minister im Finanzministerium war. Als Vorsitzender der SKDL/DFFF von 1967 bis 1979 war er Spitzenkandidat seiner Partei bei den Parlamentswahlen 1970, 1972, 1975 und 1979.

## Leben

### Manager, Abgeordneter und Minister
Ele Allan Alenius begann nach dem Besuch des Ressu-Gymnasiums 1945 ein Studium der Politikwissenschaften an der Universität Helsinki und schloss dieses 1948 mit einem Bachelor ab. Er war danach als Bankangestellter tätig und schloss ein postgraduales Studium der Politikwissenschaften mit einem Lizenziat ab. 1958 beendete er seine Promotion zum Doktor der Politikwissenschaften an der Universität Helsinki mit der Dissertation Kansainväliset pääomansiirrot työllisyyspolitiikan välineinä, in der er sich mit internationalen Vermögenstransfers als Instrument der Beschäftigungspolitik befasste. Er wurde daraufhin 1958 Geschäftsführer des Unternehmens Artegrafica Oy und hatte diese Funktion bis 1977 inne. Er war zugleich zwischen 1962 und 1964 Mitglied der Delegation bei den Vereinten Nationen. 1963 begann er sein politisches Engagement für die Demokratische Union des Finnischen Volkes SKDL/DFFF (Suomen Kansan Demokraattinen Liitto/Demokratiska Förbundet för Finlands Folk). Er war zunächst zwischen 1963 und 1967 stellvertretender Vorsitzender und war zugleich als Nachfolger von Mauno Tamminen von 1965 bis zu seiner Ablösung durch Aimo Haapanen 1967 Generalsekretär der SKDL/DFFF.
Am 5. April 1966 wurde Alenius erstmals Abgeordneter des Parlaments und vertrat in diesem bis zum 30. April 1977 den Wahlkreis Helsinki. Im ersten Kabinett Paasio fungierte er zwischen dem 27. Mai 1966 und dem 22. März 1968 als Minister im Finanzministerium. Er war zwischen dem 22. März 1968 und dem 14. Mai 1970 im ersten Kabinett Koivisto abermals Minister im Finanzministerium. 1967 wurde ihm der Dienstgrad Leutnant (Luutnantti) der Armee verliehen.

### Vorsitzender und Spitzenkandidat der SKDL/DFFF sowie Zentralbankmanager

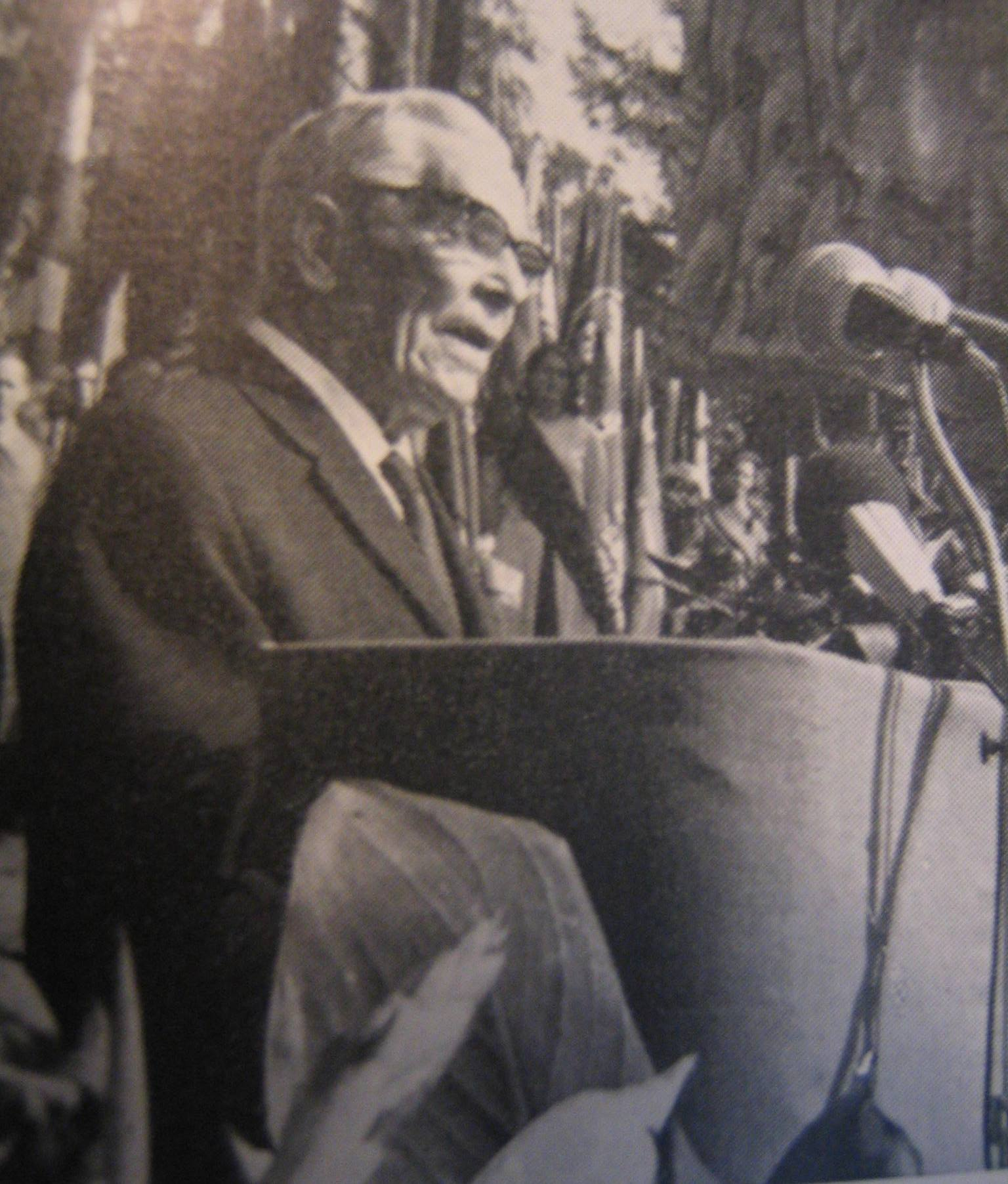
1967 wurde Alenius Nachfolger von Kusti Kulo als Vorsitzender der Demokratischen Union des Finnischen Volkes (SKDL/DFFF).

Als Nachfolger des damals fast Achtzigjährigen Kusti Kulo wurde Ele Alenius bereits 1967 dessen Nachfolger als Vorsitzender der SKDL/DFFF und bekleidete diese Funktion bis zu seiner Ablösung durch Kalevi Kivistö am 3. Juni 1979. Als Führer der intern gespaltenen Demokratischen Union des Finnischen Volkes wurde von den Minderheitskommunisten der Kommunistischen Partei Finnlands SKP/FKP (Suomen Kommunistinen Puolue/Finlands kommunistiska parti) und der Kommunistischen Partei der Sowjetunion (KPdSU) immer wieder heftig kritisiert, aber er blieb der Linie, die er gewählt hatte, um die politische Unabhängigkeit der SKDL/DFFF zu verteidigen und auszubauen. Er protestierte 1968 während des Prager Frühlings gegen die Besetzung der Tschechoslowakischen Sozialistischen Republik und wurde anschließend sowjetischem Druck ausgesetzt, gab aber nicht nach. Er war außerdem 1968 und 1978 Mitglied des Wahlmännergremiums für die Wahl des Präsidenten der Republik Finnland.
Als Vorsitzender der SKDL/DFFF war Alenius zugleich Spitzenkandidat seiner Partei bei den Parlamentswahlen 1970, 1972, 1975 und 1979. Bei der Parlamentswahl in Finnland am 15. und 16. März 1970 erhielt die Partei 420.556 Stimmen (16,58	Prozent), was einem Verlust von 4,62 Prozentpunkten und fünf Sitzen entsprach, so dass die Partei nur noch mit 36	Abgeordneten im Parlament vertreten war. Bei der darauf folgenden Parlamentswahl am 2. und 3. Januar 1972 konnte sich seine Partei leicht verbessern und errang 438.757	Stimmen (17,02 Prozent), was einem Zuwachs von 0,44	Prozentpunkten und einem Sitz entsprach. Daraufhin gehörten der Fraktion 37 Abgeordnete an. Bei der Parlamentswahl am 21. und 22. September 1975 wurde die SKDL/DFFF mit 519.483 Stimmen (18,89 Prozent) sogar zweitstärkste Kraft nach der Sozialdemokratischen Partei Finnlands (SDP) und konnte sich um 1,87 Prozentpunkte verbessern. Sie stellte nunmehr drei Abgeordnete mehr und war mit 40 Abgeordneten im Parlament vertreten. Zuletzt war er Spitzenkandidat der SKDL/DFFF bei der Parlamentswahl am 18. und 19. März 1979. Bei dieser Wahl wurde seine Partei mit 518.045 Stimmen (17,9 Prozent) nur noch drittstärkste Kraft. Sie verlor zwar nur 0,99 Prozentpunkte, allerdings fünf Mandate und war somit nur noch mit 35 Abgeordneten im Parlament vertreten.
Nach seinem Ausscheiden aus dem Parlament 1977 wurde Ele Alenius Vorstandsmitglied der Bank von Finnland (Suomen Pankki/Finlands Bank), der Zentralbank Finnlands, und gehörte diesem bis 1992 an.

### Tod
Er starb am 19. November 2022 in Helsinki im Alter von 97 Jahren.

## Veröffentlichungen
Neben seinen beruflichen und politischen Tätigkeiten verfasste Alenius verschiedene Bücher zu politischen und wirtschaftlichen Themen. Zu seinen Werken gehören unter anderem:
- Kansainväliset pääomansiirrot työllisyyspolitiikan välineinä, Dissertation, 1958
- Sosialistiseen Suomeen, 1969.
- Suomalainen ratkaisu, 1974. ISBN 951-26-0986-X.
- Sosialismin ideologia ja aikakauden muutos, 1985. ISBN 951-26-2723-X.
- Salatut tiet: Muistelmat, 1995. ISBN 951-37-1567-1.
- Että olisimme humaanin sivilisaation planeetta, 2000. ISBN 951-37-3098-0.
- Planetarismi maailmankehityksen rationaalisena perustana, 2005. ISBN 978-951-37-4269-0.
- Maailmankehityksen suuri käänne. Pystykorvakirja, 2011. ISBN 978-952-01-0608-9.
- Maailmankehityksen suuri käänne. Uusittu painos, 2015. ISBN 978-952-264-456-5.